# Modalen
Modalen is een gemeente in de Noorse provincie Vestland. De gemeente telde 383 inwoners in januari 2017.
Het grenst in het noorden aan Høyanger en Vik, in het oosten aan Voss, in het zuiden aan Vaksdal en in het westen aan Lindås en Masfjorden.

## Plaatsen binnen de gemeente

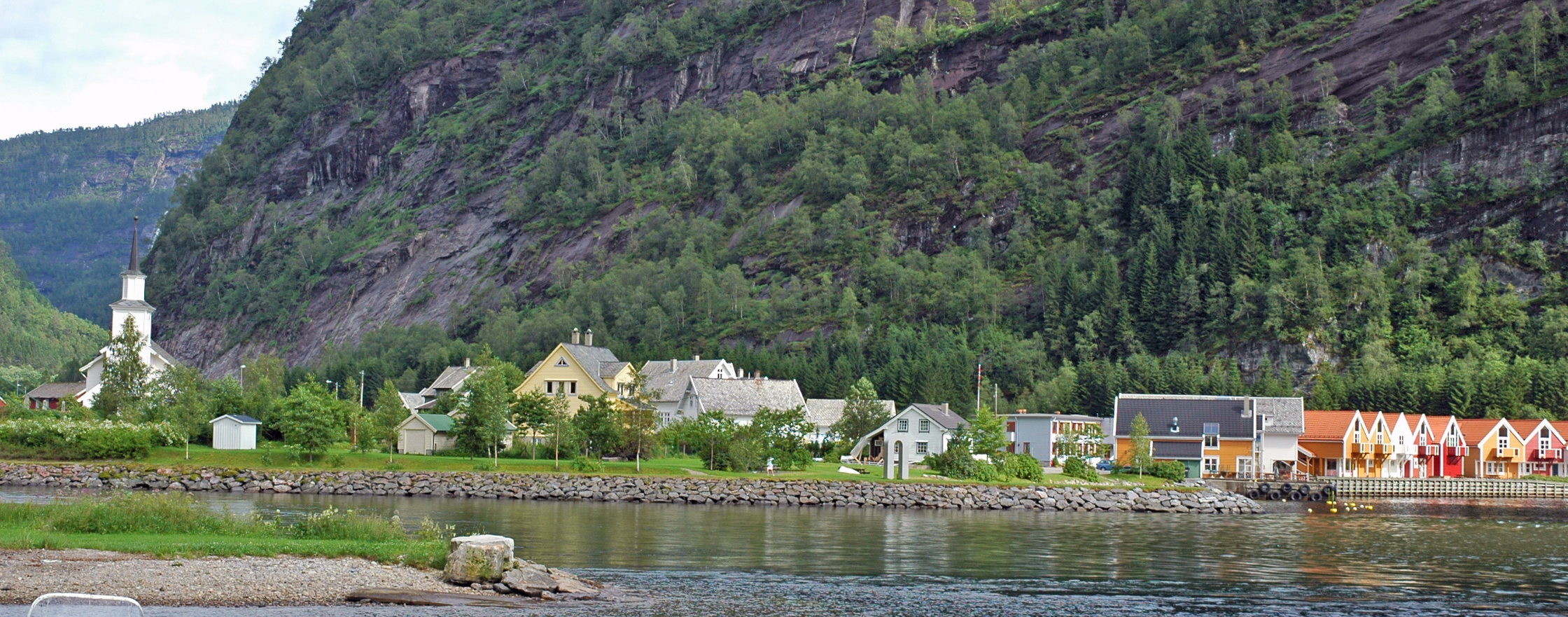

- Mo, administratieve centrum

Alver ·  Askvol · Askøy · Aurland · Austevoll · Austrheim · Bergen · Bjørnafjorden · Bremanger · Bømlo · Eidfjord · Etne · Fedje · Fitjar · Fjaler · Gloppen · Gulen · Hyllestad · Høyanger · Kinn · Kvam · Kvinnherad · Luster · Lærdal · Masfjorden · Modalen · Osterøy · Samnanger · Sogndal · Solund · Stad · Stord · Stryn · Sunnfjord · Sveio · Tysnes · Ullensvang · Ulvik · Vaksdal · Vik · Voss · Øygarden · Årdal

Fylker van Noorwegen